# Vǫlva

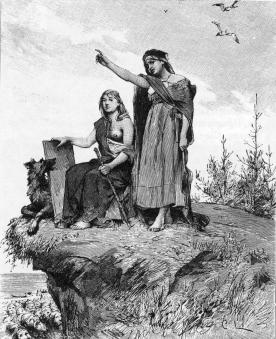
Due vǫlur
Illustrazione di Carl Larsson (1893).

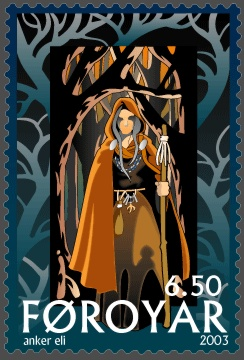
Rappresentazione di una vǫlva su un francobollo delle Fær Øer, ideato da Anker Eli Petersen (2003).

La vǫlva (o vala, plurale vǫlur) è una maga esperta nella divinazione e negli oracoli: veniva consultata anche dagli dèi, ai quali predisse le vicissitudini future della famiglia divina (cioè la morte di Baldr e la fine dell'universo).
È una veggente e una sacerdotessa presso il popolo dei Germani e nei paesi nordici.

## Etimologia
In norreno vǫlva significa "portatrice della bacchetta" o "portatrice del bastone magico". 
Deriva dal proto-germanico *walwōn, collegato alla parola "wand", bacchetta (in norreno vole, vǫlr). Vala, viceversa, è una forma letteraria di Vǫlva.
Spákona o spækona è "veggente, colui che vede", dal norreno spá o spæ, radice comune con il termine inglese "spy", col latino specio (io vedo"), tramite il proto-germanico *spah- e il sanscrito spáçati, páçyati ("vede"), quindi col protoindoeuropeo *(s)peḱ (vedere, osservare).

## Rituali
Le vǫlur erano deputate al seiðr, una pratica estatica e di divinazione che può implicare anche comportamenti giudicati ambigui o vergognosi se praticati da uomini.
Lo stesso Odino, anche se dio delle arti magiche, preferiva praticarli raramente; nonostante ciò, Loki, nella Lokasenna, accusa per questo Odino di avere "modi effeminati".
Per quanto rari, è riportato qualche vǫlva di sesso maschile (seiðmaðr), visto come non virile ed effiminato, perciò chiamato ergi (o argr) e niðr, una delle peggiori accuse che potessero essere rivolte a un uomo.

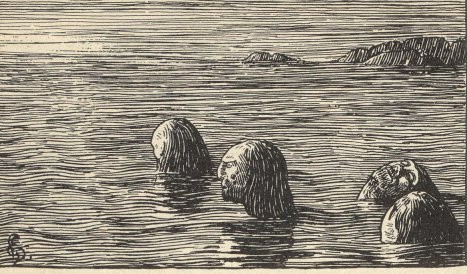
Durante la cristianizzazione della Norvegia, re Olaf I di Norvegia fece legare e abbandonare su uno skerry (piccola isoletta rocciosa) dei vǫlur maschi (sejdmen) in attesa della marea. Una terribile e lunga attesa della morte.